# Clase Shang
El Tipo 093 (en chino: 09-III 型 核潜艇; designación china: 09-III; designación OTAN: clase Shang) es una clase de submarinos de ataque de propulsión nuclear de segunda generación desplegados por la Fuerza Submarina de la Armada del Ejército Popular de Liberación de China.
El mejorado Tipo 093G (designado como Tipo 093A por analistas occidentales) es más largo que el Tipo 093. El 093G dispone de un sistema de lanzamiento vertical (VLS) para misiles antibuque supersónicos YJ-18, y variantes antibuque del misil de crucero CJ-10.
Estos submarinos son construidos en el Astillero de Bohai en Huludao, China, y son el reemplazo de los ya antiguos Tipo 091.

## Historia
China inició su programa de submarinos nucleares en julio de 1958, cuando Mao Zedong y la Comisión Militar Central (CMC) autorizaron el Proyecto 09. Como se carecía de la capacidad industrial necesaria se pidió ayuda a la Unión Soviética, que se negó repetidas veces. insistió en pedir ayuda a la antigua URSS. Sólo quedó seguir un largo y difícil camino para contar con submarinos nucleares. El primer submarino nuclear, Tipo 091 o clase Han, entró en agosto de 1974. A mediados de la década de 1990 China pudo obtener tecnología y submarinos de Rusia. Los ingenieros chinos fueron alumnos aplicados y aprovecharon para mejorar las tecnologías rusas en un largo proceso que llevó a los Tipo 093 y Tipo 094, quizás demasiado pequeños para aprovechar al máximo la tecnología desarrollada por China.
Según GlobalSecurity.org, el desarrollo del Tipo 093 comenzó a principios de la década de 1980. Sin embargo, el almirante Liu Huaqing escribió en sus memorias que el desarrollo comenzó en 1994 tras el continuo apoyo del presidente Jiang Zemin al desarrollo de submarinos nucleares después del lanzamiento del último Tipo 091 en 1990. Erickson y Goldstein sugieren que el incidente de Yinhe en 1993 y las continuas tensiones con Taiwán contribuyeron también al apoyo de Jiang Zemin al programa. Los SSN Tipo 091 fueron la primera generación de submarinos nucleares de ataque chinos. Los submarinos de segunda generación son la clase Shang I (Tipo 093), clase Shang II (Tipo 093A) y clase Shang III (Tipo 093B), están en servicio en el PLAN. Los Tipo 093A y Tipo 093B son versiones mejoradas del diseño Tipo 093.
Se cree que slos chinos realizaron pocos progresos en el diseño de submarinos hasta mediados de la década de 1990. En ese momento Rusia vendió tecnología de submarinos nucleares a China. El Rubin Central Design Bureau de San Petersburgo, uno de los principales centros rusos de diseño de submarinos, asesoró en el desarrollo del Tipo 093: diseño del casco, reducción de ruido del motor y la maquinaria, sistema de combate, sistema de armas y equipo de contramedidas.
La construcción comenzó a finales de la década de 1990 en el 'CSIC Bohai Shipbuilding Heavy Industry Co., Ltd. Dos Tipo 093 fueron botados en 2002 y 2003 respectivamente. Luego de pruebas que duraron cuatro años, el submarino finalmente fue encargado por la Marina en 2006. Está primera versión del Tipo 093 no estaba exenta de problemas y ofrecía pocas mejoras con respecto a su predecesor, el Tipo 091. Esto obligó a introducir mejoras 
En 2013, se creía que cuatro Tipo 093 mejorado se encontraban en diversas etapas de construcción, incluido uno que ya se había botado en 2012. En diciembre de 2014, algunos medios chinos informaron de la posibilidad de que dos Tipo 093G hubiesen sido completados. En mayo de 2015, algunos medios chinos informaron de que tres Tipo 093G habían sido completados y esperaban su entrega.
Algunos analistas especulan que no se construirán más Tipo 093 debido al desarrollo del submarino Tipo 095. Según los analistas occidentales el Tipo 093A o clase Shang-II es el submarino de ataque más potente de la Armada china. Con un desplazamiento de 7000 toneladas tiene casi el mismo tamaño que la clase Astute de la Royal Navy, siendo más grande que la clase Suffren de la Marina francesa y más pequeño que la clase Virginia estadounidense.
En 2017 un submarino de la clase Shang fue seguido durante dos días por barcos y aviones de la Fuerza de Autodefensa Marítima japonesa. El submarino operaba cerca de las islas Senkaku y finalmente emergió y ondeó una gran bandera china, tras lo cual volvió a aguas chinas. Este incidente hizo cuestionar las prestaciones reales de estos submarinos.
En 2023 algunos rumores apuntaban a que uno de los submarinos chinos Clase Shang se había hundido en el estrecho de Taiwan. Esto fue negado por China

## Características
Se estima que el Tipo 093 tiene un desplazamiento de aproximadamente 7000 toneladas cuando está sumergido, 110 metros (360 pies 11 pulgadas) de largo con una manga de 11 metros (36 pies y 1 pulgada). Imágenes comerciales sugieren que el Tipo 093G es más largo. El conjunto sonar incluye un sonar de flanco H/SQC-207. El barco también puede utilizar una hélice asimétrica de siete palas.
Se cree que la central eléctrica puede ser dos reactores de agua a presión. En 2002, fuentes chinas dijeron que el Tipo 093 funcionaba con un reactor de alta temperatura refrigerado por gas, pero la poca madurez de esta tecnología hace de esto algo poco probable.
El Tipo 093 está equipado con seis tubos lanzatorpedos; no está claro si se trata de tubos de 553 mm (21,8 pulgadas) o 650 mm (26 pulgadas). También se ha dicho que el Tipo 093 está armado con misiles antibuque YJ-12 o YJ-82. Los misiles de crucero antibuque pueden ser opciones futuras.
El casco en forma de lágrima con una sección transversal en forma de ala contribuyen a ser capaces de mayor velocidad y sigilo que sus predecesores. Fuentes chinas dicen que el Tipo 093G incluye un sistema de lanzamiento vertical para misiles antibuque YJ-18 y un casco con forma de lágrima más largo con una "sección transversal en forma de ala" para mejorar la velocidad y el sigilo. El contraalmirante Yin Zhuo ha dicho que el Tipo 093G puede llevar 12 variantes antibuque del misil de crucero CJ-10.

### Ruido
En 2002, fuentes chinas dijeron que el nivel de ruido del Tipo 093 estaba a la par con los submarinos mejorados de la clase Los Ángeles. En 2004, fuentes chinas dijeron que el Tipo 093 estaba a la par con el Proyecto 971 (designación OTAN Akula) con 110 decibelios. En 2009, la Oficina de Inteligencia Naval de Estados Unidos enumeró al Tipo 093 como más ruidoso que el Proyecto 671RTM (designación OTAN Victor III) que entró en servicio en 1979.
Las dos primeras versiones de los submarinos Tipo 093 se cree tenían tecnología de reducción de ruido rusa obtenida mediante de ingeniería inversa. Esto suponía que el revestimiento anecoico exterior y los montajes neumáticos de aislamiento acústico se tomaron de diseños rusos operados por China. La Marina de EEUU estadounidense estimaba que la clase Shang es más ruidosa que los submarinos clase Victor III desarrollados a finales de la década de 1960, lo que los situaría dos generaciones por detrás de los submarinos americanos en términos de sigilo. En enero de 2018, un submarino Tipo 093A fue rastreado por un destructor y un avión de patrulla marítima P-3C japoneses durante un par de días, prueba que no son especialmente difíciles de rastrear con sistemas pasivos modernos.
Los medios de comunicación chinos dicen el Tipo 093G ( en occidente Tipo 93A) es más silencioso que el Tipo 093, más corto, gracias a la forma alterada de su casco. Las mejoras en el diseño de la bomba de refrigeración del reactor también pueden haber contribuido a reducir la firma acústica.

### Armamento
El submarino puede llevar el misil antibuque YJ-82 e YJ-18, minas y torpedos, incluyendo los torpedos térmicos Yu-6. Este torpedo térmico pesado es el equivalente chino del torpedo Mark 48, está guiado por cable y cuenta con sensores activos/pasivos de localización acústica y de estela.

### Variantes
Se cree que puede haber dos variantes del Tipo 093: 
- Tipo 093G: la variante de misil de crucero. Ésta y la variante de ataque rápido podrían lanzar el misil de crucero antibuque YJ-18 y una versión naval del misil de crucero de ataque a tierra y largo alcance CJ-10 (DF-10).
- Tipo 093A: estaría formada por la tercera unidad de la clase y las tres siguientes. Ésta es una versión estirada de los dos barcos originales de la clase Shang, posiblemente en un intento de acomodar un refugio de cubierta seca (DDS) para fuerzas especiales.[17]

## Unidades
| Número de casco | Nombre   | Astillero      | Botado                  | Alta              | Flota                   | Estado   |
| Tipo 093        | Tipo 093 | Tipo 093       | Tipo 093                | Tipo 093          | Tipo 093                | Tipo 093 |
| --------------- | -------- | -------------- | ----------------------- | ----------------- | ----------------------- | -------- |
| 407             |          | Bohai Shipyard | 24 de diciembre de 2002 | Diciembre de 2006 | Flota del Mar del Norte | Activo   |
| 408             |          | Bohai Shipyard | 2000                    | Diciembre de 2003 | Flota del Mar del Norte | Activo   |
| Tipo 093A       |          |                |                         |                   |                         |          |
| 409             |          | Bohai Shipyard | 2012                    |                   |                         | Activo   |
| 410             |          | Bohai Shipyard | 2013                    |                   |                         | Activo   |
|                 |          |                |                         |                   |                         | Activo   |
|                 |          |                |                         |                   |                         | Activo   |
| Tipo 093B       |          |                |                         |                   |                         |          |
|                 |          | Bohai Shipyard | 2022                    |                   |                         |          |
|                 |          | Bohai Shipyard | 2023                    |                   |                         |          |

### Citas
1. 1 2 3 4 5 6  «Type 093 Shang-class Nuclear Attack Submarine». GlobalSecurity.org. 24 de noviembre de 2013. Archivado desde el original el 16 de marzo de 2015. Consultado el 24 de enero de 2015.
2. ↑  United States Department of Defense (2017: 24)
3. ↑  «China's growing submarine force is 'armed to the teeth' — and the rest of the Pacific is racing to keep up». 5 de mayo de 2015. Archivado desde el original el 15 de octubre de 2018. Consultado el 15 de octubre de 2018.
4. 1 2  O'Rourke (2014: 14)
5. ↑  Erickson and Goldstein (2007: 58)
6. ↑  Erickson and Goldstein (2007: 64-65)
7. 1 2  O'Rourke (2014: 91)
8. ↑  United States Department of Defense (2013: 6)
9. ↑  «PLA's new Type 093G nuclear sub a potential 'carrier killer'». wantchinatimes.com. 15 de febrero de 2015. Archivado desde el original el 22 de febrero de 2015. Consultado el 23 de febrero de 2015.
10. 1 2 3  Zhao, Lei (3 de abril de 2015). «Navy to get 3 new nuclear subs». China Daily USA. Archivado desde el original el 28 de abril de 2015. Consultado el 10 de mayo de 2015.
11. 1 2  Erickson and Goldstein (2007: 67)
12. ↑  Erickson and Goldstein (2007: 67-68)
13. 1 2  Erickson and Goldstein (2007: 68)
14. ↑  United States Department of Defense (2013: 34)
15. ↑  «PLA's Type 093G submarines 'could destroy Izumo'». wantchinatimes.com. 7 de abril de 2015. Archivado desde el original el 19 de julio de 2015. Consultado el 5 de agosto de 2015.
16. ↑  Office of Naval Intelligence (2009: 22)
17. ↑  «Image shows new variant of China's Type 093 attack submarine». janes.com. 23 de junio de 2016. Archivado desde el original el 24 de junio de 2016. Consultado el 24 de junio de 2016.
18. 1 2 3 4 5 6 7 8 9 10 11 12 13 14 15 16  Saunders, Stephan, ed. (2015). Jane's Fighting Ships 2015-2016. Jane's Information Group. p. 129. ISBN 978-0710631435.
19. 1 2 3 4 5 6  The International Institute for Strategic Studies (2022). The Military Balance 2022. Routledge. p. 257. ISBN 978-1-032-27900-8.
20. 1 2  «China launches second possible Type 093B hull». janes.com. 1 de febrero de 2023. Consultado el 1 de febrero de 2023.